# Theresa Scavenius
Theresa Scavenius, née le 26 juillet 1984 à Svendborg (Danemark), est une femme politique danoise, membre du Folketing depuis 2022.

## Biographie
Theresa Scavenius est l'arrière petite-fille de Fergus Roger Scavenius, le frère d'Erik Scavenius, Premier ministre du Danemark de 1942 à 1943. Elle obtient en 2009 un diplôme en sciences politiques à l'université de Copenhague. En 2017, elle devient professeure à l'université d'Aalborg.
Elle se lance en politique en rejoignant le Parti social-libéral en 2016. En septembre 2017, elle en brigue la vice-présidence, mais perd l'élection interne contre Bitten Schjødts Kjær.
En décembre 2017, elle rejoint L'Alternative, et est candidate pour le parti lors des élections législatives de juin 2019. Lors du scrutin, elle est la candidate du parti à remporter le plus de voix dans la circonscription du Jutland du Nord, devançant notamment le député sortant Christian Poll, mais le parti échoue à remporter un siège dans la région et elle n'est pas élue.
Après le scrutin, elle critique la politique environnementale du nouveau gouvernement social-démocrate de Mette Frederiksen, qu'elle juge insuffisamment ambitieuse.
En décembre 2019, elle annonce briguer la succession d'Uffe Elbæk comme leader de L'Alternative. Lors de l'élection interne du 1er février 2020, elle est battue au troisième tour de scrutin par Josephine Fock. En désaccord avec le leadership de cette dernière, elle annonce son départ du parti le 31 mars.
En mars 2021, elle créé propre parti écologiste, Momentum. En octobre, elle annonce sa candidature sous ccette étiquette aux élections municipales du 16 novembre 2021 à Copenhague. Sa liste remporte 1,0 % des voix lors du scrutin, et elle n'est pas élue au conseil municipal. Après ce résultat, elle annonce en mars 2022 la mise en sommeil du parti pour une durée indéterminée.
En octobre 2022, elle annonce rejoindre de nouveau L'Alternative et se présenter sous la bannière du parti aux élections législatives anticipées du 1er novembre. Elle emporte alors un siège de députée au Folketing lors du scrutin, à l'issue duquel elle devient la porte-parole de son groupe parlementaire pour plusieurs thématiques, dont le climat, la politique étrangère et la défense,.
Le 17 septembre 2023, elle est exclue du groupe parlementaire de L'Alternative, mais pas du parti lui-même, qui lui reproche de créer un climat de travail toxique et d'endommager les relations avec les autres groupes politiques. Le 21 septembre, elle annonce quitter le parti.
En août 2024, elle annonce la création d'un nouveau parti, les Démocrates verts.